# Brandon Ingram
Pour les articles homonymes, voir Ingram.
Brandon Xavier Ingram, né le 2 septembre 1997 à Kinston, Caroline du Nord, est un joueur américain de basket-ball évoluant au poste d'ailier pour les Raptors de Toronto, au sein de la National Basketball Association (NBA). Il est sélectionné par les Lakers de Los Angeles en 2e choix lors de la draft NBA 2016.
Ingram joue une saison pour les Blue Devils de Duke. Après sa première saison, Ingram se présente à draft NBA 2016. Il joue trois saisons avec les Lakers avant d’être envoyé à La Nouvelle-Orléans en 2019 dans le transfert d'Anthony Davis.
Lors de la saison 2019-2020, il devient All-Star, ainsi que NBA Most Improved Player, récompensant le joueur ayant le plus progressé sur la saison.

## Biographie

### Carrière lycéenne
Ingram va au lycée de Kinston, en Caroline du Nord. Dans son année de sénior, il a des moyennes de 24,3 points et 10,4 rebonds par match. Ingram aide son équipe à remporter le championnat quatre années de suite.
Lors du McDonald's All-American Game 2015, Ingram marque quinze points et prend cinq rebonds.

### Carrière universitaire
Proche de Jerry Stackhouse et Reggie Bullock, deux joueurs ayant évolué en NBA et ayant grandis à Kinston, Ingram est classé comme une très bonne recrue et fait partie des meilleurs joueurs de sa promotion. Le 27 avril 2015, il annonce qu'il va jouer pour les Blue Devils de l'université Duke en 2015-2016.
Le 11 février 2016, il est nommé à la 35e position à la mi-saison pour le Naismith Trophy.
Le 4 avril 2016, Ingram déclare sa candidature à la draft 2016 de la NBA où il est considéré comme l'un des choix pour la première place avec Ben Simmons.

### Carrière professionnelle

#### Lakers de Los Angeles (2016-2019)

##### Saison 2016-2017
Le 23 juin 2016, Ingram est choisi en deuxième position par les Lakers de Los Angeles, derrière Simmons. Âgé de 18 ans à ce moment, il est le deuxième plus jeune joueur drafté en 2016. Le 23 août 2016, il signe un contrat rookie avec les Lakers. Luke Walton, l'entraîneur des Lakers annonce, avant le début de la saison qu'il utilisera Ingram comme remplaçant au début de la saison. Walton songe aussi à faire jouer son rookie au poste de meneur de jeu.
Le 26 octobre 2016, il fait ses débuts avec les Lakers lors du match d'ouverture de la saison et marque neuf points en étant remplaçant dans la victoire 120 à 114 contre les Rockets de Houston. Le 23 novembre, pour sa première titularisation en carrière, Ingram bat son record de points en marquant 16 points lors de la défaite 149 à 106 chez les Warriors de Golden State. Il bat ce record le 2 décembre en marquant 17 points lors de la défaite 113 à 80 chez les Raptors de Toronto. Le 17 décembre, il termine avec neuf points, dix rebonds et neuf passes décisives, manquant à un point et une passe décisive de devenir le plus jeune joueur de l'histoire de la NBA à réaliser un triple-double lors de la défaite 119 à 108 chez les Cavaliers de Cleveland. Le 6 janvier 2017, il réalise un nouveau match à 17 points lors de la victoire 127 à 100 contre le Heat de Miami. Deux jours plus tard, il marque de nouveau 17 points lors de la victoire 111 à 95 contre le Magic d'Orlando. Durant le NBA All-Star Weekend 2017, il participe au Rising Stars Challenge avec son coéquipier D'Angelo Russell. Le 26 février 2017, il dépasse la barre des 20 points pour la première fois de sa carrière en terminant la rencontre avec 22 points lors de la défaite 119 à 98 chez les Spurs de San Antonio. À la fin de la saison, il est nommé dans le deuxième meilleur cinq majeur des rookies.

##### Saison 2017-2018
Au cours de son seul match lors de la Summer League, Ingram marque 26 points lors du premier match et, selon le Los Angeles Times, Ingram « a fait des débuts fabuleux cet été [...] et surclasse tous les autres joueurs sur le terrain ». Lors de sa seconde saison, il participe au Rising Stars Challenge, durant le NBA All-Star Game 2018. Le 1er mars, Ingram subit une blessure à l'aine, qui l'oblige à manquer 12 matchs. Il effectue son retour le 20 mars face aux Bucks de Milwaukee mais subit une contusion au niveau du muscle du cou, l'amenant à une fin de saison anticipée.

##### Saison 2018-2019
À l'intersaison, les Lakers recrutent LeBron James. L'équipe est alors perçue comme pouvant atteindre les playoffs et rivaliser avec les Warriors de Golden State, le champion en titre. Au début de la saison, Ingram est suspendu 4 matchs pour avoir été impliqué dans une bagarre sur le terrain contre les Rockets de Houston le 20 octobre. La saison régulière est cependant un échec, puisque les Lakers manquent les playoffs. Individuellement, Ingram réalise une bonne saison mais une phlébite au bras met un terme à sa saison en mars 2019.

#### Pelicans de La Nouvelle-Orléans (2019-février 2025)

##### Saison 2019-2020: NBA Most Improved Player
Le 6 juillet 2019, à l'intersaison, les Lakers envoient Ingram, Lonzo Ball, Josh Hart et trois premiers tours de draft aux Pelicans de La Nouvelle-Orléans contre Anthony Davis.
Durant la saison, le 4 novembre 2019, Ingram bat son record en carrière en inscrivant 40 points dans une défaite contre les Nets de Brooklyn. Le 16 janvier 2020, il bat son record, marquant 49 points dans une victoire 138-132 en prolongation contre le Jazz de l'Utah, où il marque notamment un jumper à mi-distance très clutch (décisif) permettant à son équipe de mener 122-121 à 0.2 seconde du temps réglementaire. Il devient All-Star dès sa première année au sein de la franchise des Pelicans. À la fin d'une première saison aboutie dans la franchise, il remporte le titre de NBA Most Improved Player, récompensant la meilleure progression de la saison, devançant notamment Luka Dončić et Bam Adebayo.

#### Raptors de Toronto (depuis février 2025)
En février 2025, Brandon Ingram est envoyé aux Raptors de Toronto en échange de Kelly Olynyk et Bruce Brown.

## Palmarès

### NBA
- NBA Most Improved Player en 2020
- 1 sélection au All-Star Game en 2020
- NBA All-Rookie Second Team en 2017

### Universitaire
- AP Honorable Mention All-American (2016)
- Second-team All-ACC (2016)
- ACC Rookie of the Year (2016)

### Lycée
- 4x NCHSAA (North Carolina High School Athletic Association) Class 2A champion (2012-2015)
- North Carolina Mr. Basketball (2015)
- First-team Parade All-American (2015)
- McDonald's All-American (2015)

## Statistiques

### Universitaires
Les statistiques de Brandon Ingram en matchs universitaires sont les suivantes :
| Saison    | Équipe   | Matchs | Titul. | Min./m | % Tir | % 3pts | % LF | Rbds/m. | Pass/m. | Int/m. | Ctr/m. | Pts/m. |
| --------- | -------- | ------ | ------ | ------ | ----- | ------ | ---- | ------- | ------- | ------ | ------ | ------ |
| 2015-2016 | Duke     | 36     | 34     | 34,6   | 44,2  | 41,0   | 68,2 | 6,78    | 1,97    | 1,11   | 1,36   | 17,33  |
| Carrière  | Carrière | 36     | 34     | 34,6   | 44,2  | 41,0   | 68,2 | 6,78    | 1,97    | 1,11   | 1,36   | 17,33  |

### Professionnelles

#### Saison régulière
| Meilleure progression de l'année |

| Saison        | Équipe              | Matchs | Titul. | Min./m | % Tir | % 3pts | % LF | Rbds/m. | Pass/m. | Int/m. | Ctr/m. | Pts/m. |
| ------------- | ------------------- | ------ | ------ | ------ | ----- | ------ | ---- | ------- | ------- | ------ | ------ | ------ |
| 2016-2017     | L.A. Lakers         | 79     | 40     | 28,9   | 40,2  | 29,4   | 62,1 | 4,00    | 2,10    | 0,63   | 0,46   | 9,37   |
| 2017-2018     | L.A. Lakers         | 59     | 59     | 33,5   | 47,0  | 39,0   | 68,1 | 5,32    | 3,90    | 0,76   | 0,73   | 16,08  |
| 2018-2019     | L.A. Lakers         | 52     | 52     | 33,9   | 49,7  | 33,0   | 67,5 | 5,13    | 2,96    | 0,54   | 0,60   | 18,27  |
| 2019-2020     | La Nouvelle-Orléans | 62     | 62     | 33,9   | 46,3  | 39,1   | 85,1 | 6,11    | 4,18    | 0,98   | 0,61   | 23,82  |
| 2020-2021     | La Nouvelle-Orléans | 61     | 61     | 34,3   | 46,6  | 38,1   | 87,8 | 4,90    | 4,90    | 0,70   | 0,60   | 23,80  |
| 2021-2022     | La Nouvelle-Orléans | 55     | 55     | 34,0   | 46,1  | 32,7   | 82,6 | 5,80    | 5,60    | 0,60   | 0,50   | 22,70  |
| 2022-2023     | La Nouvelle-Orléans | 45     | 45     | 34,2   | 48,4  | 39,0   | 88,2 | 5,50    | 5,80    | 0,70   | 0,40   | 24,70  |
| 2023-2024     | La Nouvelle-Orléans | 64     | 64     | 32,9   | 49,2  | 35,5   | 80,1 | 5,10    | 5,70    | 0,80   | 0,60   | 20,80  |
| Carrière      | Carrière            | 477    | 438    | 33,0   | 46,8  | 36,2   | 78,6 | 5,20    | 4,30    | 0,70   | 0,60   | 19,40  |
| All-Star Game | All-Star Game       | 1      | 0      | 8,6    | 25,0  | 00,0   | -    | 1,00    | 1,00    | 1,00   | 0,00   | 2,00   |

Mise à jour le 5 juillet 2024

#### Playoffs
| Saison   | Équipe              | Matchs | Titul. | Min./m | % Tir | % 3pts | % LF | Rbds/m. | Pass/m. | Int/m. | Ctr/m. | Pts/m. |
| -------- | ------------------- | ------ | ------ | ------ | ----- | ------ | ---- | ------- | ------- | ------ | ------ | ------ |
| 2022     | La Nouvelle-Orléans | 6      | 6      | 39,3   | 47,5  | 40,7   | 83,0 | 6,20    | 6,20    | 0,70   | 0,30   | 27,00  |
| 2024     | La Nouvelle-Orléans | 4      | 4      | 36,4   | 34,5  | 25,0   | 89,5 | 4,50    | 3,30    | 1,00   | 1,30   | 14,30  |
| Carrière | Carrière            | 10     | 10     | 38,1   | 43,4  | 37,1   | 84,8 | 5,50    | 5,00    | 0,80   | 0,70   | 21,90  |

Mise à jour le 5 juillet 2024

## Records sur une rencontre en NBA
Les records personnels de Brandon Ingram en NBA sont les suivants, :
| Type de statistique        | Saison régulière | Saison régulière     | Saison régulière | Playoffs | Playoffs          | Playoffs      |
| Type de statistique        | Record           | Adversaire           | Date             | Record   | Adversaire        | Date          |
| -------------------------- | ---------------- | -------------------- | ---------------- | -------- | ----------------- | ------------- |
| Points                     | 49               | Jazz de l'Utah       | 16 janvier 2020  | 37       | @ Suns de Phoenix | 19 avril 2022 |
| Paniers marqués            | 17               | @ Nets de Brooklyn   | 4 novembre 2019  | 13       | @ Suns de Phoenix | 19 avril 2022 |
| Paniers tentés             | 31               | Pacers de l'Indiana  | 4 janvier 2021   | 23       | Suns de Phoenix   | 24 avril 2022 |
| Paniers à 3 points réussis | 8                | Raptors de Toronto   | 5 février 2024   | 3        | 2 fois            | 2 fois        |
| Paniers à 3 points tentés  | 12               | 2 fois               | 2 fois           | 6        | 2 fois            | 2 fois        |
| Lancers francs réussis     | 16               | Jazz de l'Utah       | 16 janvier 2020  | 9        | Suns de Phoenix   | 22 avril 2022 |
| Lancers francs tentés      | 20               | Jazz de l'Utah       | 16 janvier 2020  | 11       | @ Suns de Phoenix | 26 avril 2022 |
| Rebonds offensifs          | 4                | 3 fois               | 3 fois           | 2        | @ Suns de Phoenix | 19 avril 2022 |
| Rebonds défensifs          | 14               | @ Rockets de Houston | 26 octobre 2019  | 9        | @ Suns de Phoenix | 19 avril 2022 |
| Rebonds totaux             | 15               | @ Rockets de Houston | 26 octobre 2019  | 11       | @ Suns de Phoenix | 19 avril 2022 |
| Passes décisives           | 13               | 2 fois               | 2 fois           | 11       | Suns de Phoenix   | 28 avril 2022 |
| Interceptions              | 4                | 4 fois               | 4 fois           | 1        | 4 fois            | 4 fois        |
| Contres                    | 4                | Grizzlies de Memphis | 6 février 2021   | 1        | 2 fois            | 2 fois        |
| Balles perdues             | 7                | 6 fois               | 6 fois           | 6        | Suns de Phoenix   | 28 avril 2022 |
| Minutes jouées             | 45               | @ Rockets de Houston | 31 décembre 2017 | 44       | Suns de Phoenix   | 28 avril 2022 |

- Double-double : 36 (dont 2 en playoffs)
- Triple-double : 3

Dernière mise à jour : 31 janvier 2024

## Marketing
Avant d'être drafté en 2016, il signe avec la marque Adidas.

## Salaires
| Année       | Équipe                          | Salaire      |
| ----------- | ------------------------------- | ------------ |
| 2016-2017   | Lakers de Los Angeles           | 5 281 680 $  |
| 2017-2018   | Lakers de Los Angeles           | 5 519 400 $  |
| 2018-2019   | Lakers de Los Angeles           | 5 757 120 $  |
| 2019-2020   | Pelicans de La Nouvelle-Orléans | 7 265 485 $  |
| Total Gains | Total Gains                     | 23 823 685 $ |